# Секед

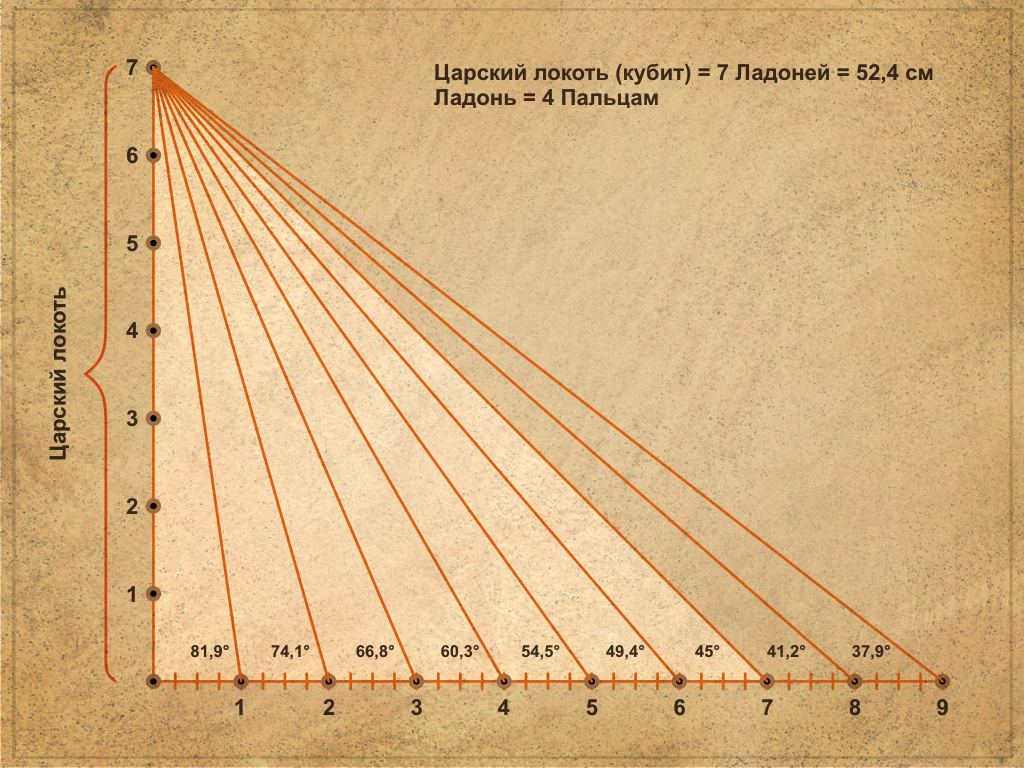
Секед наклона (длина горизонтального катета, выраженная в ладонях)

Секед (сечет) — древнеегипетская мера наклона, с помощью которой определяли угол наклона граней правильной пирамиды к её горизонтальному основанию.

## Способ определения угла
Данный способ был основан на египетской мере длины, известной как царский локоть (52,35...52,92 см). Царский локоть состоял из семи ладоней. Ладонь в свою очередь делилась на четыре пальца. Секед определялся как количество ладоней горизонтального смещения при подъёме на один локоть по вертикали; иными словами, как отношение половины длины основания пирамиды (выраженной в ладонях) к её высоте (выраженной в локтях). Например, наклону в 45 градусов (когда половина основания равна высоте) соответствует секед, равный 7 ладоням; таким секедом характеризуется пирамида Снофру (Розовая пирамида), у которой полудлина основания и высота составляют около 210 локтей. 

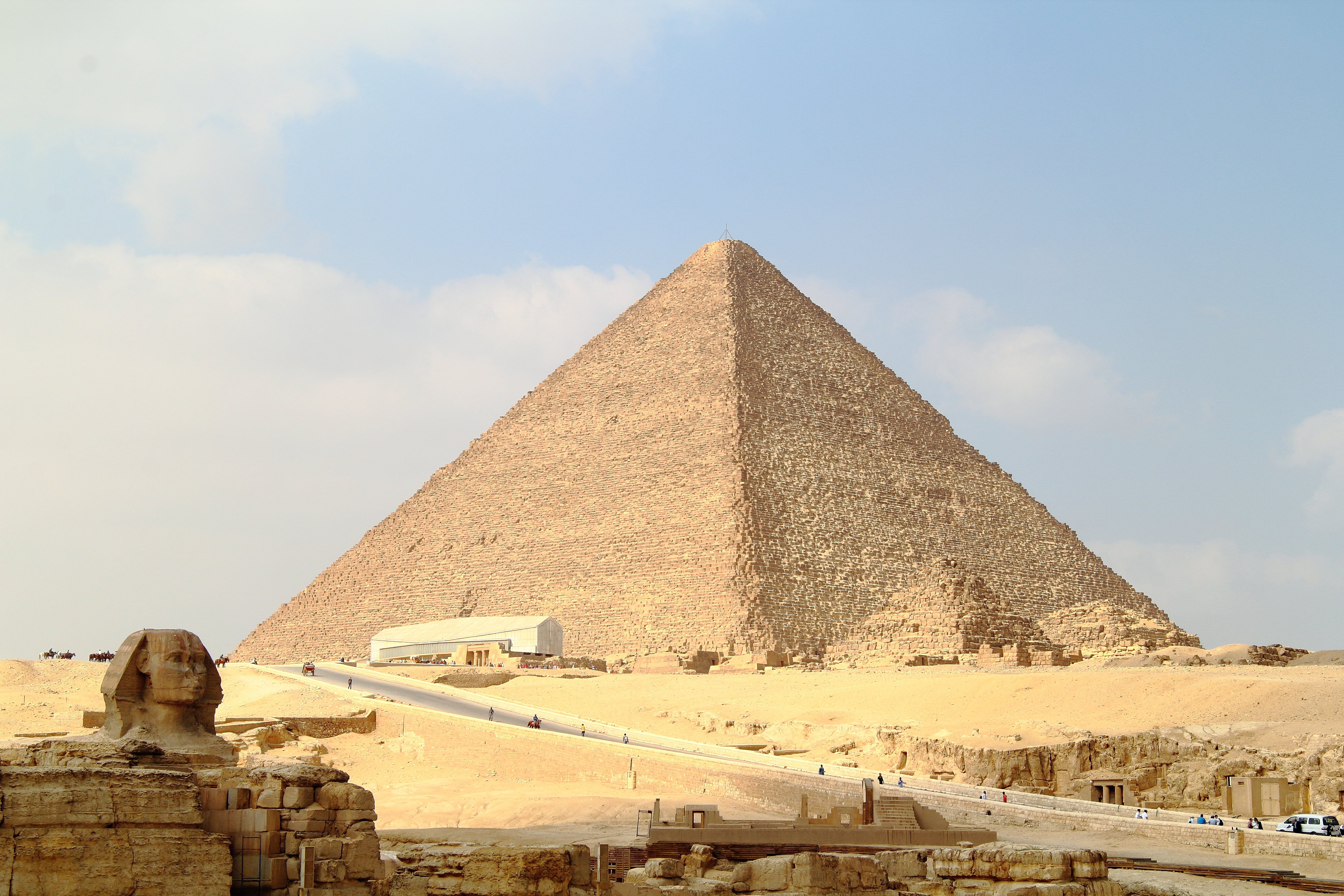
Пирамида Хеопса

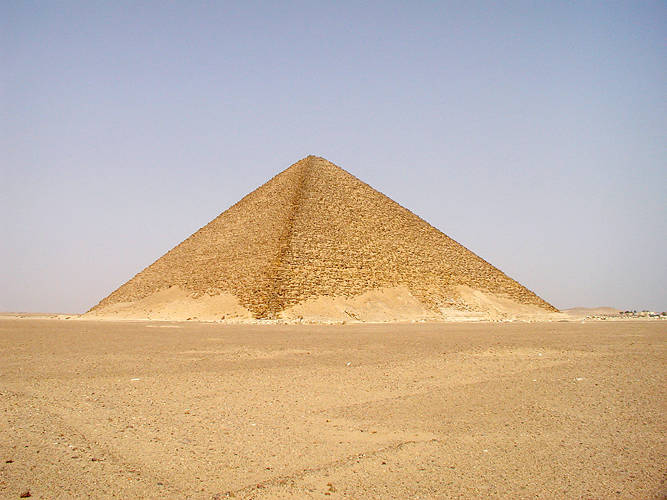
Розовая пирамида

У пирамиды Хеопса секед меньше (и соответственно наклон выше). Её высота 146,6 м (280 локтей), длина основания 230,3 м (440 локтей, или 440 × 7 = 3080 ладоней). Половина длины основания равна 220 локтей (1540 ладоней), поэтому секед этой пирамиды равен 1540/280 = 51⁄2 ладоней, или 5 ладоней и 2 пальца.
Для определения угла наклона в современных единицах (градусах или радианах) необходимо разделить секед на 7 и взять арккотангенс от получившейся величины. Так, для пирамиды Хеопса угол наклона грани к горизонту равен arcctg(5,5/7) = 51,84°. Для перехода от угла к секеду надо взять котангенс угла и умножить его на 7.
Соотношение секеда и углов наклона:
| Секед, пальцы | Секед, ладони | Угол, градусы | Шаг в градусах на один палец |
| ------------- | ------------- | ------------- | ---------------------------- |
| 15            | 3,75          | 61,82°        |                              |
| 16            | 4             | 60,26°        | 1,56°                        |
| 17            | 4,25          | 58,74°        | 1,52°                        |
| 18            | 4,5           | 57,26°        | 1,47°                        |
| 19            | 4,75          | 55,84°        | 1,42°                        |
| 20            | 5             | 54,46°        | 1,38°                        |
| 21            | 5,25          | 53,13°        | 1,33°                        |
| 22            | 5,5           | 51,84°        | 1,29°                        |
| 23            | 5,75          | 50,60°        | 1,24°                        |
| 24            | 6             | 49,40°        | 1,20°                        |
| 25            | 6,25          | 48,24°        | 1,16°                        |
| 26            | 6,5           | 47,12°        | 1,12°                        |
| 27            | 6,75          | 46,04°        | 1,08°                        |
| 28            | 7 (=1 локоть) | 45,00°        | 1,04°                        |
| 29            | 7,25          | 43,99°        | 1,01°                        |
| 30            | 7,5           | 43,03°        | 0,97°                        |
| 31            | 7,75          | 42,09°        | 0,94°                        |
| 32            | 8             | 41,19°        | 0,90°                        |
| 33            | 8,25          | 40,31°        | 0,87°                        |
| 34            | 8,5           | 39,47°        | 0,84°                        |
| 35            | 8,75          | 38,66°        | 0,81°                        |

Информация об использовании египтянами секеда основывается главным образом на двух древнеегипетских рукописях, известных как Папирус Ахмеса и Московский математический папирус.